# 退耕行勇
退耕行勇（たいこうぎょうゆう）は、鎌倉時代前期の臨済宗の僧である。俗姓は四条氏。諱は玄信から行勇に改める。道号は退耕で、房号は荘厳房。出身については山城国とも相模国酒匂とも言われている。

## 活動
退耕行勇は、初め密教を学び、そして鎌倉鶴岡八幡宮の供僧となり、鎌倉永福寺、大慈寺（明王院に隣接した寺）の別当を務めた。また、源頼朝は寿福寺の行勇のもとを度々訪れており、源頼朝・北条政子夫妻の帰依を受け、政子が出家・剃髪する際にはその戒師をつとめている。
鶴岡八幡宮の供僧であった行勇は、承安元年（1171年）、常陸入道念西（伊達朝宗）の招聘により荘厳寺を再興した。正治2年（1200年）栄西が鎌倉に下向した際には、寿福寺で参禅しその門下に入る。博多の聖福寺の住持になり、建永元年（1206年）栄西のあとを受けて東大寺大勧進職となる。
建保5年（1217年）には源実朝の御台所（西八条禅尼）、貞応3年（1224年）には北条義時継室伊賀の方も行勇の元で落飾した。
承久元年（1219年）には高野山に上って金剛三昧院を開創し、禅密兼修の道場とした。北条泰時の開基により鎌倉東勝寺や常楽寺を、足利氏の開基により浄妙寺を開山した。同寺には行勇唯一の頂相彫刻が残っている（重要文化財）。
東大寺に残る嘉禎3年（1237年）の「行勇書状」（重要文化財）には、東大寺の鎮守八幡宮の遷宮事業の進め方について、行勇が大勧進の立場から東大寺の衆徒に助言した内容で、行勇の活動の様子を伝えている。
弟子に円爾、心地覚心など。